# 旧制中等教育学校の一覧 (香川県)
香川県における旧制中等教育学校の一覧（きゅうせいちゅうとうきょういくがっこうのいちらん）とは、学制改革前（第二次世界大戦前）の香川県内での旧学制の中等教育学校をまとめた一覧である。

## 旧制中学校

### 公立
- 香川県尋常中学校（1893年）⇒ 香川県立高松尋常中学校 ⇒ 香川県立高松中学校 ⇒《新制》香川県立高松高等学校
- 香川県尋常中学校丸亀分校（1893年）⇒ 香川県立丸亀尋常中学校 ⇒ 香川県立丸亀中学校 ⇒《新制》香川県立丸亀高等学校 ⇒（1949年：統合）香川県立丸亀第一高等学校 ⇒ 香川県立丸亀高等学校（1953年）
- 香川県立丸亀中学校三豊分校（1900年）⇒ 香川県立三豊中学校 ⇒《新制》香川県立三豊高等学校 ⇒（1949年：統合）香川県立観音寺第一高等学校
- 香川県高松中学校大川分校（1900年） ⇒ 香川県立大川中学校 ⇒《新制》香川県立大川高等学校 ⇒ 香川県立三本松高等学校（1949年）
- 香川県立多度津中学校（1922年）⇒（1941年：廃校）
- 草壁町外四箇村組合立香川県小豆島中学校（1923年） ⇒ 香川県立小豆島中学校 ⇒《新制》香川県立小豆島高等学校 ⇒（2017年：統合）香川県立小豆島中央高等学校
- 高松市立第一中学校（1928年）⇒ 香川県高松第一中学校 ⇒《新制》高松第一高等学校

### 私立
- 忠誠塾（1884年）⇒ 尽誠中学校（1920年）⇒《新制》尽誠学園高等学校

## 高等女学校

### 公立
- 進徳女学校（1891年）⇒ 香川県高等女学校（1902年）⇒ 香川県立高松高等女学校 ⇒《新制》香川県立高松女子高等学校 ⇒（1949年：統合）香川県立高松高等学校
- 私立裁縫女学校（1899年）⇒ 私立丸亀女学校 ⇒ 私立丸亀高等女学校（1903年）⇒ 丸亀市立高等女学校 ⇒ 香川県立丸亀高等女学校 ⇒《新制》香川県立丸亀女子高等学校 ⇒（1949年：統合）香川県立丸亀第一高等学校 ⇒ 香川県立丸亀高等学校（1953年）
- 香川県立坂出高等女学校（1917年：香川県女子師範学校に併設）⇒《新制》香川県立坂出女子高等学校 ⇒（1949年：統合）香川県立坂出高等学校
- 木田郡下高岡村外四箇村学校組合立白山女学校（1908年）⇒ 木田郡下高岡村外四箇村組合立白山高等女学校（1910年）⇒ 木田郡立木田実科高等女学校 ⇒ 香川県木田高等女学校（1921年）⇒ 香川県立木田高等女学校 ⇒《新制》香川県立木田高等学校 ⇒ 香川県立高松東高等学校（1969年）
- 草壁町外四箇村組合立番川県小豆島高等女学校（1920年）⇒ 香川県立小豆島高等女学校 ⇒《新制》香川県立小豆島女子高等学校 ⇒（1949年：統合）香川県立小豆島高等学校 ⇒（2017年：統合）香川県立小豆島中央高等学校
- 私立静修裁縫女学校（1906年）⇒ 私立善通寺実科高等女学校 ⇒ 私立善通寺高等女学校（1920年）⇒ 香川県立善通寺高等女学校（1944年）⇒《新制》香川県立善通寺女子高等学校 ⇒（1949年：共学化）香川県立善通寺第一高等学校
- 三豊郡立三豊実業女学校（1907年）⇒ 三豊郡立三豊実科高等女学校 ⇒ 三豊郡立三豊高等女学校（1922年）⇒ 香川県立三豊高等女学校 ⇒《新制》香川県立三豊女子高等学校 ⇒（1949年：統合）香川県立観音寺第一高等学校
- 香川県津田高等女学校（1929年）⇒（1942年：香川県立大川農業学校女子部を編入）香川県大川高等女学校 ⇒《新制》香川県立大川女子高等学校 ⇒ 香川県立津田高等学校（1949年）
- 高松市立実科高等女学校（1915年）⇒ 高松市立高等女学校（1940年）⇒《新制》高松市立高松第二高等学校 ⇒ （1949年：統合）高松市立高松第一高等学校
- 香川郡町村組合立香川高等女学校（1942年）⇒ 香川県立香川高等女学校 ⇒《新制》香川県立香川女子高等学校 ⇒（1949年：統合）香川県立香川高等学校 ⇒ 香川県立高松南高等学校（1969年）
- 香川県琴平実科高等女学校（1937年）⇒ 香川県琴平町立琴平高等女学校（1943年）⇒《新制》香川県立琴平高等学校

### 私立
- 私立明善高等女学校（1917年）⇒《新制》香川県明善高等学校 ⇒ 英明高等学校（2001年）
- 藤井高等女学校（1925年）⇒《新制》香川県藤井高等学校
- 高松和洋技芸女学校（1899年）⇒ 高松和洋高等女学校（1927年）⇒（高松女子商業学校を付設）⇒《新制》高松女子商業高等学校 ⇒ 高松中央高等学校（1974年）

## 実業学校

### 官立
- 逓信省所管官立無線電信講習所 大阪支所 ⇒ 国立詫間電波高等学校 ⇒ 国立詫間電波工業高等専門学校 ⇒ 国立香川高等専門学校
- 村立粟島海員補習学校 ⇒ 香川県三豊郡各町村組合立粟島海員補習学校 ⇒（三豊郡立）香川県粟島航海学校 ⇒ 香川県立粟島航海学校⇒（運輸省所管）粟島商船学校 ⇒（1946年：統合）弓削商船学校 ⇒《新制》弓削商船高等学校 ⇒ 弓削商船高等専門学校（1967年）

### 公立

#### 大川
- 香川県立志度商業学校（1924年）⇒ 香川県立志度拓殖学校 ⇒ 香川県立志度商業学校 ⇒《新制》香川県立志度商業高等学校 ⇒ 香川県立志度高等学校 ⇒ 香川県立志度商業高等学校 ⇒ 香川県立志度高等学校（1992年）
- 香川県立大川農業学校（1938年）⇒（1942年：女子部を香川県大川高等女学校に編入）⇒《新制》香川県立大川農業高等学校 ⇒ 香川県立石田高等学校（1949年）

#### 小豆
- 香川県土庄商業学校（1929年）⇒ 香川県小豆島商業学校 ⇒ 香川県立小豆島実業学校 ⇒ 香川県立小豆島商業学校 ⇒《新制》香川県立土庄高等学校 ⇒（2017年：統合）香川県立小豆島中央高等学校

#### 香川・高松
- 香川県立工芸学校（1898年）⇒ 香川県立高松工業学校 ⇒ 香川県立高松工芸学校 ⇒《新制》香川県立工芸高等学校 ⇒ 香川県立高松工芸高等学校（1949年）
- 香川県立商業学校（1900年：綾歌郡坂出町）⇒（1912年：高松市立高松商業学校を吸収、高松市へ移転）県立香川商業学校 ⇒ 香川県立高松商業学校 ⇒《新制》香川県立高松商業高等学校
  - 高松市立高松商業学校（1900年）⇒（1912年：香川県立商業学校と統合）
- 香川郡立香川実業学校（1911年）⇒ 香川県立香川農業学校（1922年）⇒《新制》香川県立香川農業高等学校 ⇒（1949年：香川女子高等学校と統合）香川県立香川高等学校 ⇒ 香川県立高松南高等学校（1969年）

#### 綾歌
- 綾歌郡立綾歌商業学校（1914年）⇒ 香川県立坂出商業学校 ⇒（1944年：戦時非常措置）香川県立坂出造船工業学校 ⇒ 香川県立坂出商業学校（1946年）⇒《新制》香川県立坂出高等学校 ⇒（1949年：再編により、普通科が香川県立坂出女子高等学校と統合により香川県立坂出高等学校に、商業科が香川県立坂出工業高等学校と統合）香川県立坂出商工高等学校 ⇒（1953年：分離）香川県立坂出商業高等学校
- 香川県立坂出工業学校（1938年）⇒《新制》香川県立坂出工業高等学校 ⇒（統合）香川県立坂出商工高等学校 ⇒（1953年：分離）香川県立坂出工業高等学校
- 香川県綾歌郡立綾歌農業学校（1914年）⇒ 香川県立飯山農業学校 ⇒《新制》香川県立飯山高等学校
- 綾歌郡立主基農林学校（1915年）⇒ 香川県立主基農業学校 ⇒《新制》香川県立主基高等学校 ⇒ 香川県立農業経営高等学校（1968年）

#### 仲多度
- 丸亀市立丸亀商業学校（1918年）⇒ 香川県丸亀商業学校 ⇒ 香川県立丸亀商業学校 ⇒（丸亀電気通信工業学校と合併）香川県立丸亀商工学校 ⇒《新制》香川県立丸亀商工高等学校 ⇒ 香川県立丸亀第二高等学校 ⇒ 香川県立丸亀商業高等学校 ⇒ 香川県立丸亀城西高等学校（1993年）
- 香川県立丸亀電気通信工業学校 ⇒（1946年：丸亀商業学校と合併）香川県立丸亀商業学校 ⇒ 香川県立丸亀商工学校 ⇒《新制》香川県立丸亀商工高等学校 ⇒（1949年：工業系学科を香川県立多度津高等学校に移管）
- 香川県立多度津工業学校（1938年）⇒《新制》香川県立多度津工業高等学校 ⇒（1949年：統合）香川県立多度津高等学校 ⇒（1953年：水産科を分離）香川県立多度津工業高等学校 ⇒（2007年：統合）香川県立多度津高等学校
- 香川県水産講習所（1937年：高松市新湊町）⇒（1938年：仲多度郡多度津町へ移転）⇒ 香川県立水産学校 ⇒《新制》香川県立水産高等学校 ⇒（1949年：統合）香川県立多度津高等学校 ⇒（1953年：分離独立）香川県立多度津水産高等学校 ⇒（2007年：統合）香川県立多度津高等学校

#### 三豊
- 観音寺商業学校（1923年）⇒《新制》香川県立観音寺商業高等学校 ⇒ 香川県立観音寺第二高等学校 ⇒ 香川県立観音寺商業家庭高等学校 ⇒ 香川県立観音寺商業高等学校（1957年）⇒ 香川県立観音寺中央高等学校（1994年）⇒（2017年：統合）香川県立観音寺総合高等学校
- 香川県立三豊農業学校（1928年）⇒《新制》香川県立三豊農業高等学校 ⇒ 香川県立笠田高等学校（1949年）

### 私立
- 丸亀和洋裁縫女学校(1906年) ⇒ 丸亀女子実業学校(1943年) ⇒ 香川県大手前高等学校 ⇒ 大手前丸亀中学・高等学校（2017年）
- 坂出和洋裁縫女学校(1907年) ⇒ 香川県坂出実修女学校 ⇒ 坂出女子実業学校(1944年) ⇒ 坂出実修高等学校 ⇒ 坂出女子高等学校 ⇒ 坂出第一高等学校（1974年）

## その他
- 香川県高松第一中学校夜間部 ⇒ 香川県高松第一高等学校定時制